# Кочевский, Виктор Васильевич
Виктор Васильевич Кочевский (укр. Віктор Васильович Кочевський ; 15 ноября 1923, с. Резуненково (ныне Коломакского района Харьковской области Украины) — 28 апреля 2005, Киев) — украинский и советский поэт, переводчик. Заслуженный деятель культуры Армянской ССР.

## Биография
После средней школы был призван в Военно-морской флот СССР. Участник Великой Отечественной войны. Принимал участие в сражениях на Чёрном море. Несколько раз был ранен. Некоторое время был сотрудником дивизионной газеты.
После войны окончил Харьковскую двухлетнюю партийную школу, затем в 1956 заочно факультет журналистики Киевского университета. Работал в прессе, возглавлял Харьковскую писательскую организацию. С 1976 — секретарь правления Киевской организации Союза писателей Украины.

## Творчество
Печатался с 1948 года. Первая книга стихов «Хозяева весны» вышла в 1951 году.
Лирика В. Кочевского несёт в себе оптимистическое восприятие действительности, насыщена пафосом утверждения коммунистических идей. Выразительно и разнообразно в его творчестве отражается чувство интернационализма, поэт уделял постоянное внимание культуре братских народов СССР. Писал также стихи для детей.
Автор сборников стихов:
- «Земляки» (1957),
- «Дружне колосіння» (1959),
- «Майстри радості» (1960),
- «Памолодь серця» (1962),
- «Колоски і сузір’я» (1964),
- «Сонячні весла» (1965),
- «Вічні багаття» (1972),
- «Ровесники весен» (1977),
- «Зрідненість» (1980),
- «Вибране» (1983) и др.

Занимался переводами, в частности, армянской поэзии, исследованием её классики и украинско-армянских литературных связей.
В 1976 года за цикл стихов «Барев, моя Армения» в сборнике «На крутых склонах лет» удостоен премии имени Павла Тычины «Чувство единой семьи».
В 2004 отмечен литературной премией имени Максима Рыльского за высокохудожественный перевод эпоса «Давид Сасунский».
Лауреат премии имени Ованеса Туманяна.